# Kanelbröstad briljant
Kanelbröstad briljant (Heliodoxa aurescens) är en fågel i familjen kolibrier inom ordningen seglar- och kolibrifåglar.

## Utbredning och systematik
Fågeln förekommer från östra Colombia till norra Bolivia, södra Venezuela och västra Amazonas i Brasilien. Den behandlas som monotypisk, det vill säga att den inte delas in i några underarter.

## Status
IUCN kategoriserar arten som livskraftig.